# Scotland the Brave
Scotland the Brave (skotskou gaelštinou: Alba an Àigh) je skotská patriotická píseň. Podobně jako písně Scots Wha Hae, Flower of Scotland nebo Highland Cathedral bývá považována za neoficiální hymnu Skotska.

## Historie
Píseň byla poprvé zahrána pravděpodobně na počátku 20. století, v té době byla známá pod názvem "Scotland the Brave!!!" Nejstarší známá verze vznikla v roce 1911. Text byl vytvořen kolem roku 1950 skotským novinářem Cliffem Hanleyem.
Skotský národní fotbalový tým na mistrovství světa v letech 1982, 1986 a 1990 používal píseň jako svou hymnu.

## Slova písně
Hark when the night is falling

Hear! Hear the pipes are calling,

Loudly and proudly calling,

Down thro' the glen.

There where the hills are sleeping,

Now feel the blood a-leaping,

High as the spirits of the old Highland men.

Towering in gallant fame,

Scotland my mountain hame,

High may your proud standards gloriously wave,

Land of my high endeavour,

Land of the shining river,

Land of my heart for ever,

Scotland the brave.

## Neoficiální skotská hymna
Během roku 2006 se píseň s více než 10 000 hlasy umístila na druhém místě v anketě o nejoblíbenější neoficiální skotskou hymnu. Před ní se umístila pouze patriotická píseň Flower of Scotland. Píseň byla používána pro reprezentaci Skotska v tradičních commonwealthských hrách, v roce 2010 byla ale nahrazena rovněž písní Flower of Scotland.